# Bergkirchen (Bad Salzuflen)

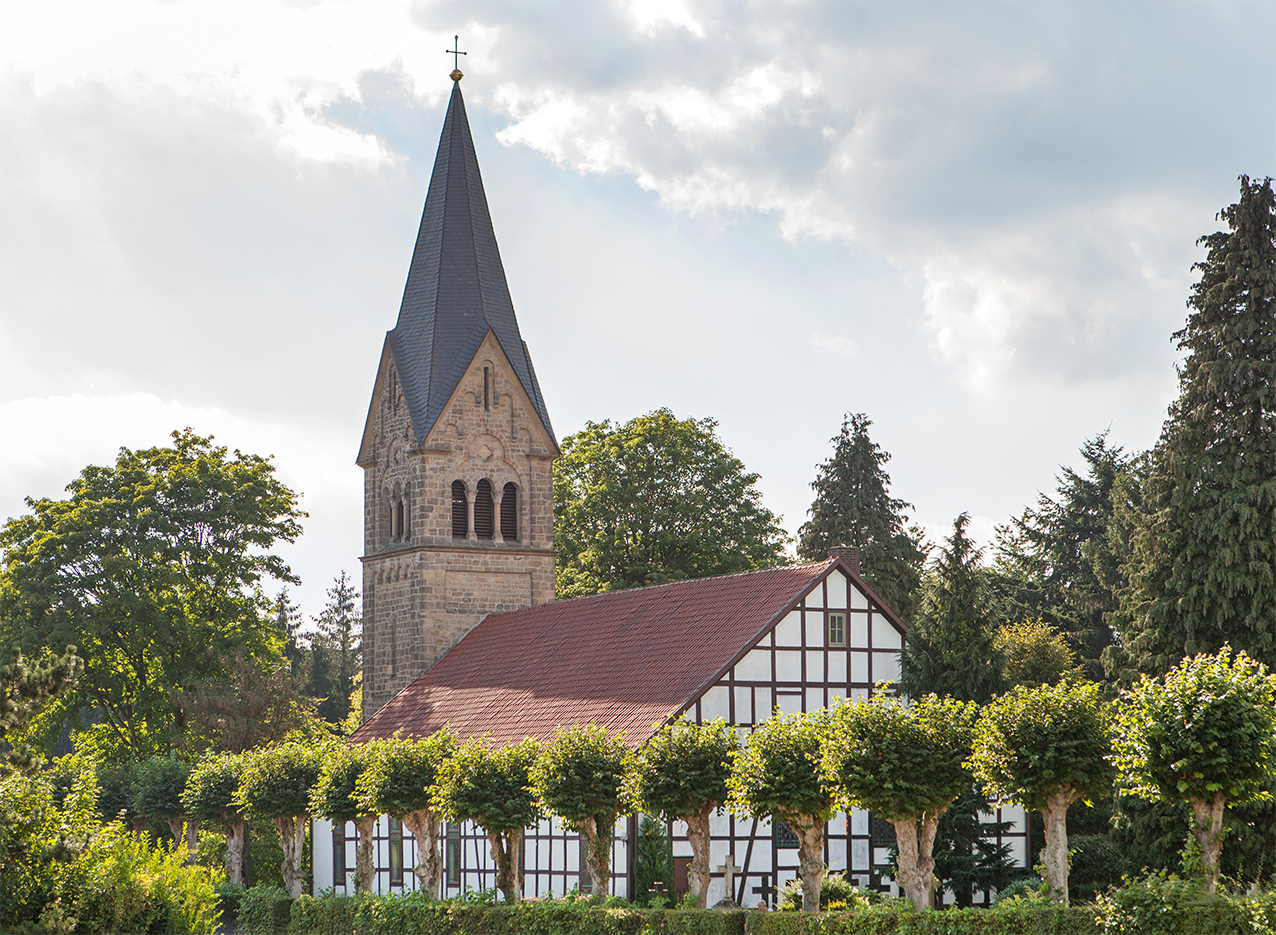
Kirche Bergkirchen

Bergkirchen ist ein zum Stadtteil Retzen gehörender Ortsteil in der lippischen Stadt Bad Salzuflen im Nordosten von Nordrhein-Westfalen.

## Geographie

### Lage
Bergkirchen liegt im äußersten Norden des Stadtteils Retzen, an der Grenze zu Wüsten zwischen der Ortslage Hollenstein (zum Stadtteil Wüsten) und Lemgo-Brüntorf.

### Schutzgebiete
Westlich/südwestlich von Bergkirchen ist seit 2002 das Naturschutzgebiet „Bachtal bei Grünau“ ausgewiesen, südlich das etwa 46,2 Hektar große Landschaftsschutzgebiet „Sudbach“.

## Geschichte
Wegen der großen Entfernung zur Neuen Evangelischen Gemeinde in Lemgo beschlossen Männer aus den Kirchspielen Schötmar, Talle sowie Ober- und Unterwüsten im Frühjahr 1850 eine eigene Kirche zu bauen. So machten sich Johann Barthold Jobstharde, Bauer aus Wüsten und Leitfigur der Erweckungsbewegung in Lippe, Emil Steffann, Pfarrer der Lemgoer Gemeinde, sowie einige Gemeindemitglieder im Sommer 1850 auf, einen geeigneten Standort zu finden. Auf einer Waldlichtung auf dem Eickberg fanden sie einen Platz, auf dem das Gotteshaus der „Neuen Evangelischen Gemeinde zu Eikhof“ errichtet werden sollte. Kolon Eikmeier schenkte der Gemeinde den Platz einschließlich des Wegerechts über seinen Hof – Bergkirchen war – als vierte lutherische Gemeinde in Lippe – geboren.
Die Kirche wurde so zum Namensgeber der Gemeinde und Ortschaft „Bergkirchen“, die 1874 offiziell vom Landesherrn unter diesem Namen anerkannt wurde.

### Einwohnerentwicklung
| Jahr          | 1880 | 1895 | 1911                               |
| ------------- | ---- | ---- | ---------------------------------- |
| Wohnhäuser    | 1    | 1    | 1 (W) + 3 (R) = 4                  |
| Haushaltungen | 1    | 1    | 1 (W) + 5 (R) = 6                  |
| Einwohner     | 4    | 7    | 2 (W) + 7 (R) / 2 (W) + 6 (R) = 17 |

Anmerkung: Für 1911 liegen Zahlen vor, die einerseits zum Wüstener (W) und andererseits zu Retzener (R) Teil Bergkirchens gehören.

## Sehenswürdigkeiten
- Evangelische Kirche, erbaut in den 1850er Jahren

## Wirtschaft und Infrastruktur

### Verkehr
Die nächsten Bahnhöfe sind in Schötmar, Bad Salzuflen und Lemgo, die nächsten Fernverkehrsbahnhöfe sind Bielefeld Hbf und Herford.

### Wanderwege

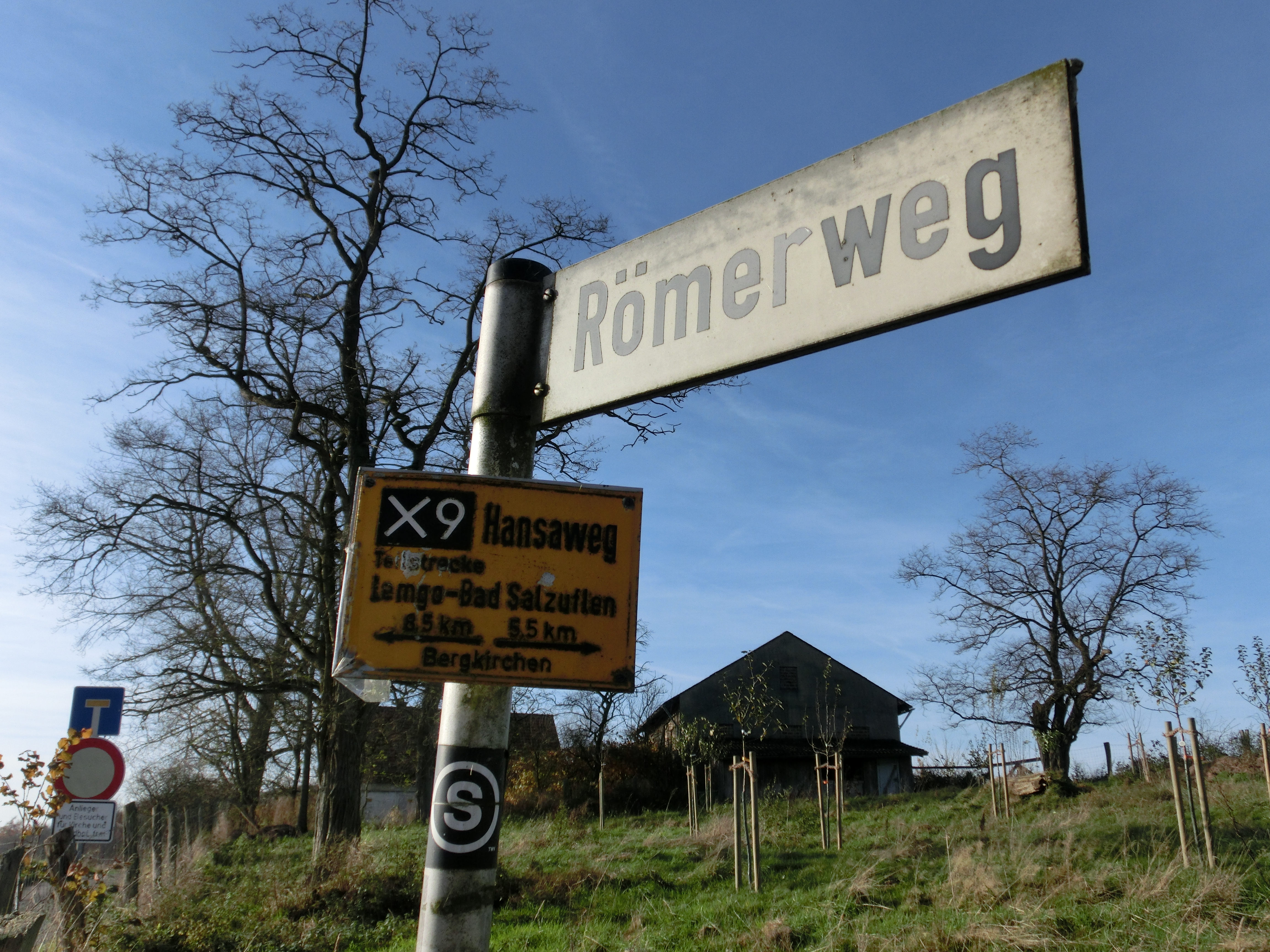
„Hansaweg“ in Bergkirchen

Der von Herford über den Hollenstein herführende, 72 Kilometer lange Hansaweg verläuft durch Bergkirchen bis nach Hameln.

## Persönlichkeiten
- Martin Sogemeier (1893–1962), Direktor in der Deutschen Kohlenbergbau-Leitung und Bundeskohlenkommissar, in Bergkirchen geboren